# Demetae

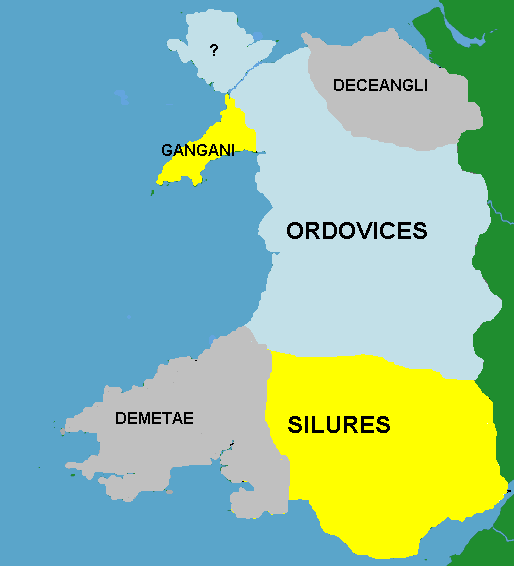
Stämme in Wales vor der römischen Invasion. Grenzen sind mutmaßlich.

Die Demetae waren ein keltischer Stamm in Britannien vor der römischen Invasion. Das Stammesgebiet umfasste die heutigen Grafschaften Pembrokeshire und Carmarthenshire im Südwesten von Wales. Sie waren auch Namensgeber von Dyfed.
Sie werden in Ptolemäus Geographia als westliche Nachbarn der Silurer erwähnt. Er nennt zwei ihrer Städte; Moridunum (das heutige Carmarthen) und Luentinum (identifiziert als die Dolaucothi-Goldminen). Sie werden nicht in Tacitus Berichten über die römischen Kriege in Wales erwähnt, da er sich darin mehr auf die Silurer und Ordovicer konzentriert.
Vortiporius, „der Tyrann der Demetae“, ist einer der Könige, die Gildas im 6. Jahrhundert in De Excidio et Conquestu Britanniae verurteilt. Dies bezeichnet vermutlich das nachrömische Kleinkönigreich von Dyfed.